# Yuhanon Qashisho
Yuhanon Qashisho, född 1918 i Esfes, Tur Abdin i sydöstra Turkiet, död 1 april 2001 i Södertälje, var en assyrisk författare och poet. Qashisho betraktas som en av de största assyriska författarna under 1900-talet. Hans verk inkluderade över 200 dikter, skolböcker och sagoböcker.

## Biografi
Direkt efter hans födsel flydde Qashishos familj till al-Qāmišlī i Syrien, dit många assyrier redan flytt på grund av det assyriska folkmordet. I al-Qāmišlī gick Qashisho i en assyrisk skola där han, förutom sitt modersmål syriska, även lärde sig arabiska och engelska. Efter sin examen arbetade han som lärare i samma skola i sex år, och sedan även som rektor i tre år. Han var rektor i ytterligare fem år men då i en assyrisk skola i Aleppo. 1940 flyttade han till Brittiska Palestinamandatet där hans far var präst. Där hjälpte han många assyriska flyktingar. 1948 återvände han till Syrien där han ägnade mycket tid som lärare, att skriva och åt journalistiken. Många av hans dikter blev publicerade i tidskrifter såsom Assyria, The Assyrian Star och Huyodo. O l-Rehmat 'Idtan är en av hans mest kända dikter. Han skrev också texten till den nationalistiska assyriska sången Ho Dokrinan, som sjöngs av barnen i många assyriska skolor i al-Qāmišlī i många år.
1970 emigrerade han till Sverige. Han var delaktig i grundandet av Assyriska riksförbundets tidskrift Hujådå 1978.